# Aethia pusilla
El mérgulo mínimo o alcita pequeña (Aethia pusilla)  es una especie de ave caradriforme de la familia Alcidae.  
Es el ave marina más abundante en América del Norte, y una de las más abundantes en el mundo, con una población de alrededor de nueve millones de aves. Se reproducen en las islas de Alaska y Siberia, invernando cerca del borde de la capa de hielo. Sus colonias más grandes se encuentran en la islas Aleutianas, isla St. Lawrence y la isla Little Diomede.

## Alimentación
Se alimentan principalmente de calanoideos copépodos, en particular las de los géneros Neocalanus. También se alimentan de krill, pterópodos y otras especies de zooplancton. Cazan en estas aguas estratificadas causadas cuando las surgencias y termoclinas hacen que estas presas estén estrechamente agrupadas. Como todos los álcidos son buzos de persecución, usando sus alas para proporcionar empuje y "volar" bajo el agua. Son depredadores voraces, consumiendo el 86% de su peso corporal cada día.

## Reproducción
Estas aves son muy coloniales, anidan en las grietas rocosas en colonias de hasta un millón de aves. Estas colonias a menudo se mezclan con otras especies de álcidos en anidación. Mientras que esta coexistencia con otras especies puede ser beneficiosa para la protección de los depredadores, los mérgulos mínimos son vulnerables a ser desplazados de sus sitios de anidación por los más grandes mérgulos empenachados (Aethia cristatella). 
La hembra coloca un solo huevo en una ranura, siendo incubado durante un mes. Ambos padres comparten las tareas de incubación, así como la alimentación. A diferencia de muchas alcas que se alimentan de pescado transportado transversalmente en el pico, los polluelos del mérgulo mínimo son alimentados de copépodos y zooplancton a través de una bolsa sublingual, así como otras alcas pequeñas. Los polluelos no reciben ningún cuidado adicional después de que los padres abandonan el nido, y pueden sumergirse a cazar tan pronto como abandonan el nido.
Son vulnerables a los derrames de petróleo y las especies introducidas. La introducción de zorros árticos y ratas a muchas de las islas Aleutianas han causado que la especie desaparezca en muchas de esas islas. Sin embargo, en la actualidad sigue siendo una especie muy común.